# Harpiocephalus
Harpiocephalus är ett släkte av fladdermöss i familjen läderlappar med en eller två arter som förekommer i södra och sydöstra Asien.
Arterna är:
- Harpiocephalus harpia, har flera från varandra skilda populationer. Den når i väst Indien, i norr Nepal och södra Kina, i syd Java och i öst Moluckerna.
- Harpiocephalus mordax, hittades i Myanmar, Thailand, Laos, Vietnam och på Borneo. Taxonets status är omstridd. Populationen antas vara ett synonym till Harpiocephalus harpia.[3]

Dessa fladdermöss blir 55 till 75 mm långa (huvud och bål) och har en 37 till 55 mm lång svans. De väger cirka 20 gram. Den tjocka ulliga pälsen har på ryggen en rödbrun, orangeröd eller gråbrun färg och buken är ljust gråbrun. Även bakbenen, flygmembranen mellan benen den del av vingarna som ligger nära kroppen är täckta av hår. Näsan bildas av två cylinderformiga rör. Arterna skiljer sig från det andra släktet i samma underfamilj (Murininae) genom kraftigare kindtänder.
Habitatet utgörs av olika slags skogar. Troligen vilar individerna i den täta växtligheten. De jagar främst skalbaggar. Annars är inte mycket känt om levnadssättet.